# Pozalmuro
Pozalmuro es un municipio y localidad española de la provincia de Soria, en la comunidad autónoma de Castilla y León. El término municipal tiene una población de 46 habitantes (INE 2024).

## Geografía
Integrado en la comarca de Campo de Gómara y en el partido judicial de Soria, se sitúa a 36 km de la capital provincial. El término municipal está atravesado por la carretera N-122 en el pK 121, que atraviesa el puerto del Madero (1114 m), y por una carretera local que comunica con Villar del Campo e Hinojosa del Campo. El relieve del municipio tiene dos partes bien definidas. Al este se eleva la sierra del Madero, límite natural con la comarca de Tierra de Ágreda. Al oeste el terreno es llano, típico de la Meseta Norte, y es cruzado por el río Rituerto. En el extremo occidental se eleva la sierra de la Pica, que alcanza los 1182 m en esa zona. La altitud oscila entre los 1311 mal sureste, en plena sierra del Madero, y los 1020 m a orillas del río Rituerto. El pueblo se alza a 1053 m sobre el nivel del mar. Desde el punto de vista jerárquico de la Iglesia católica forma parte de la diócesis de Osma-Soria la cual, a su vez, pertenece a la archidiócesis de Burgos.
| Noroeste: Villar del Campo | Norte: Villar del Campo y Matalebreras | Noreste: Matalebreras       |
| Oeste: Tajahuerce          |                                        | Este: Ólvega                |
| Suroeste: Tajahuerce       | Sur: Hinojosa del Campo                | Sureste: Hinojosa del Campo |

### Medio ambiente
En su término e incluidos en la Red Natura 2000 los siguientes lugares:
- Lugar de Interés Comunitario conocido como Quejigares y encinares de Sierra del Madero, ocupando 1279 hectáreas, el 33 % de su término.[1]

## Historia
El censo de Pecheros de 1528, en el que no se contaban eclesiásticos, hidalgos y nobles, registraba la existencia 59 pecheros, es decir unidades familiares que pagaban impuestos. La localidad perteneció a la Comunidad de Villa y Tierra de Soria formando parte del Sexmo de Tera.
A la caída del Antiguo Régimen la localidad se constituye en municipio constitucional en la región de Castilla la Vieja, partido de Ágreda que en el censo de 1842 contaba con 151 hogares y 610 vecinos.
Existe la Huerta de Bécquer, de la que fue propietario Gustavo Adolfo Bécquer.

## Demografía
Cuenta con una población de 46 habitantes (INE 2024).
| Gráfica de evolución demográfica de Pozalmuro entre 1842 y 2021                                                       |
| |
| Población de derecho según los censos de población del INE. Población de hecho según los censos de población del INE. |

## Patrimonio
- Puente y Calzada de Masegoso: Sobre el río Rituerto se encuentra a unos 300 metros del despoblado de Masegoso. Fue declarado Bien de Interés Cultural en la categoría de Monumento el 12 de julio de 2001.[6]
- Torre de Masegoso. Figura en el catálogo de Bienes Protegidos de la Junta de Castilla y León en la categoría de Castillo con fecha de declaración 22 de abril de 1949.[7]